# Mößling

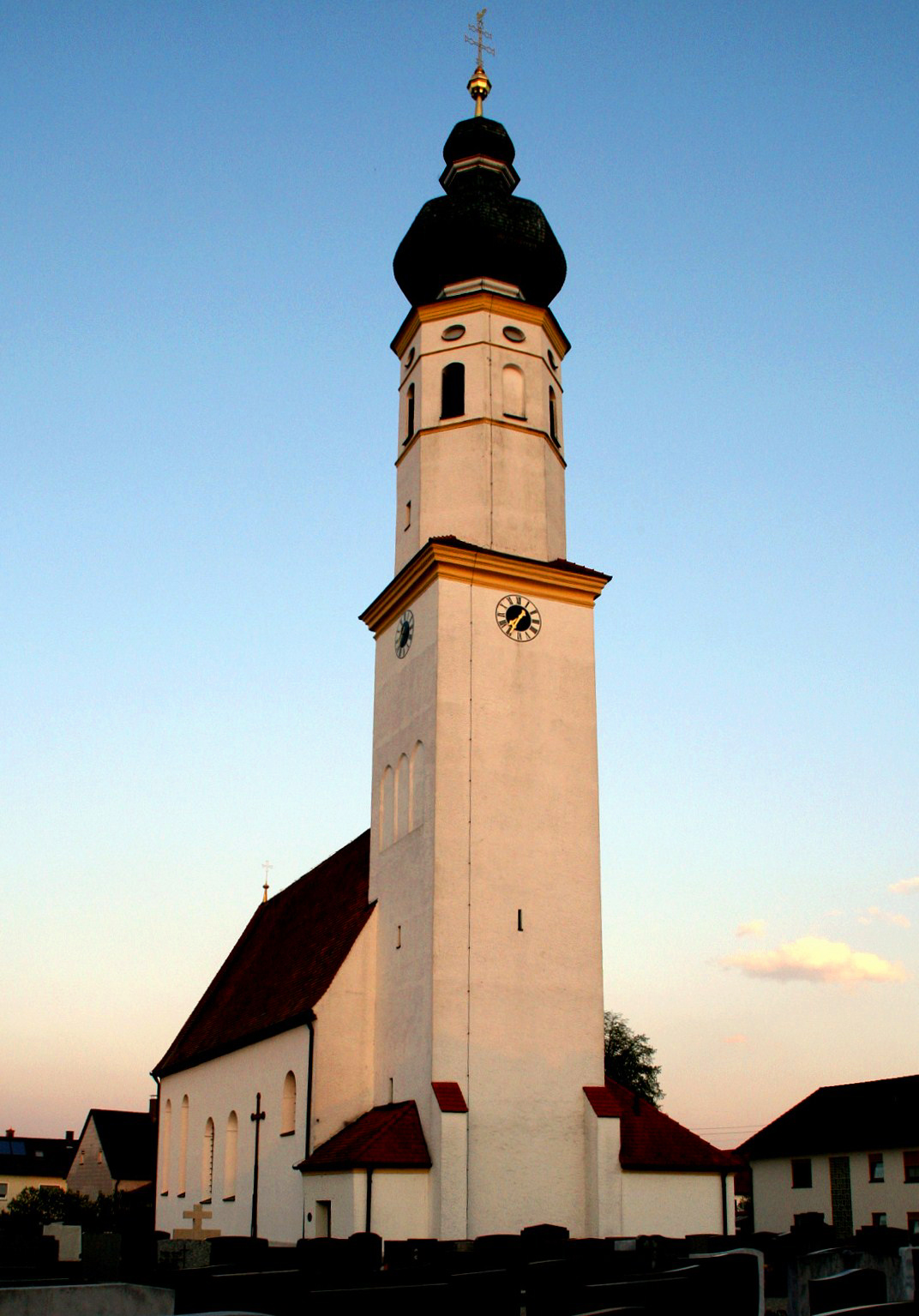
Pfarrkirche Mariae Himmelfahrt in Mößling

Mößling ist ein Pfarrdorf und eine ehemalige Gemeinde in der Stadt Mühldorf a.Inn im oberbayerischen Landkreis Mühldorf am Inn.

## Geschichte
Die erste urkundliche Erwähnung des Orts stammt vom 9. März 891, als König Arnulf von Kärnten dem Erzbischof Dietmar von Salzburg einen Bauernhof zu „Messelingen“ schenkte. Die Katholische Pfarrkirche Mariä Himmelfahrt ist ein einschiffiges Langhaus mit Chor von gleicher Breite und Westturm. Sie stammt aus dem 15. Jahrhundert, bauliche Veränderungen erfolgten 1725, 1751 und 1767/68. Die Gemeinde Mößling wurde 1818 mit dem bayerischen Gemeindeedikt begründet. Sie umfasste die Ortsteile Obermößling, Untermößling, Hart, Eßbaum und Stegmühle. Im Zuge der Gemeindegebietsreform schloss sich Mößling am 1. Januar 1972 der Stadt Mühldorf an.

### Einwohner
0448 Einwohner (1933)
0468 Einwohner (1939)
1517 Einwohner (2012)
1987 Einwohner (2024)